# Wilhelm Hellwag
Pour les articles homonymes, voir Bridel (homonymie).
Wilhelm Hellwag, ou Konrad Wilhelm Hellwag est un ingénieur des chemins de fer allemand né à Eutin (duché d'Oldenbourg) le 18 septembre 1827 et mort à Vienne le 5 janvier 1882 .

## Biographie
Wilhelm Hellwag est le fils d'Ernst Hellwag (de) (1790-1862), secrétaire puis directeur dans le gouvernement de la principauté de Lübeck, et de Maria Amalia Wibel, le petit-fils de Christoph Friedrich Hellwag (de) (1754–1835).
À 19 ans, il participe au travail d'enquête pour la construction du chemin de fer Kiel-Lübeck. Fin mars 1848, il participe à la première guerre de Schleswig contre le Danemark dans les troupes commandées par le général Ludwig von der Tann-Rathsamhausen. Il est fait prisonnier par les Danois le 9 avril de la même année après la bataille de Bov. Il est libéré en septembre et retourne alors à Eutin où il termine ses études secondaires et les poursuit à l'université de Kiel. Le 16 mars 1849, il est entré dans le Corps des ingénieurs de Schleswig-Holstein, et participe à de nombreuses batailles. Il a quitté l'armée en mars 1851. Il poursuit ensuite ses études à l'école polytechnique de Munich, en 1851-1853.
En 1853, il s'est déplacé à Bâle où il est entré au service d'un ingénieur et a travaillé pour la compagnie de chemin de fer du Central-Suisse, en 1855-1857. Entre 1857 et 1875, il travaille pour les lignes de chemin de fer autrichiens :
- Franz-Josef-Orientbahn, en 1857-1859,
- directeur des travaux de la ligne du Brenner in Innsbruck, en 1861,
- directeur des Chemins de fer autrichiens du Nord-Ouest, en 1869-1875.

En 1875, il est appelé comme ingénieur en chef de la ligne du Gothard. Il a modifié le tracé des lignes d'accès et a résolu le problème du passage des seuils au moyen de tunnels hélicoïdaux. Il a proposé des variantes moins coûteuses au moment de la crise financière de la compagnie, mais il a dû démissionner en 1878 et a été remplacé par Gustave Bridel. Il a été reconnu plus tard non responsable des problèmes de la compagnie.
Il s'est installé à Vienne en 1879. Après un séjour à Carlsbad à l'été 1881, il a fait un voyage en Russie pour étudier la construction d'une ligne de chemin de fer. Il est tombé malade au cours du voyage et est décédé après son retour à Vienne, dans la nuit du 4 au 5 janvier 1882. Il a été enterré dans le cimetière protestant de Matzleinsdorf, à Vienne.

## Famille
Il s'est marié en 1862 avec Margarete Kindt (1834-90) dont il a eu sept enfants :
- Maria Anna, mariée à Kaufmann Reepen à Hambourg ;
- Gustav Hellwag, directeur de poste à Brake ;
- Wilhelm Julius Hellwag (1866-1937), pasteur à Kiel[3] ;
- Rudolf Hellwag (de) (1867-1942), peintre académique et professeur à Karlsruhe ;
- Karl Hellwag, employé de banque à New York ;
- Hans Hellwag (de) (1871-1918), peintre académique à Munich ;
- Fritz Hellwag (de) (1871–1950), éditeur et critique d'art à Berlin[4].

## Hommage
- Son nom a été donné à une rue de Vienne[5].

## Source
- (de) Cet article est partiellement ou en totalité issu de l’article de Wikipédia en allemand intitulé « Wilhelm Hellwag » (voir la liste des auteurs).